# Henri III de Carinthie
Pour les articles homonymes, voir Henri III.
Henri III d'Eppenstein, né vers 1050 mort le 4 décembre 1122, fut margrave d'Istrie de 1072 à 1090 puis margrave de Vérone et duc de Carinthie de 1090 jusqu'à sa mort.

## Biographie
Henri est le troisième fils survivant de Markwart d'Eppenstein († 1076) qui régna en tant que duc de Carinthie après la destitution de Berthold de Zähringen en 1073, et de son épouse Liutbirg de Plain, fille du comte Liutold II. À la mort de Markwart, c'est son fils aîné Liutold qui assure la succession ; à partir de 1077, il a gouverné également la marche de Vérone. Pendant le règne de son père déjà, en 1072, Henri est nommé margrave d'Istrie.
Néanmoins, lorsque son frère Liutold d'Eppenstein meurt sans enfant le 12 mai 1090, l'empereur Henri IV ne lui confirme en 1093 que le duché de Carinthie, après les aliénations du domaine des Eppenstein faites par le souverain cours des dernières années. De plus, l'empereur n'a pas empêché que la lignée rivale des Sponheim, proche du Pape pendant la querelle des Investitures, développe dès 1091 sa fondation religieuse familiale de l'abbaye Saint-Paul du Lavanttal, alors que le monastère de Sankt Lambrecht, fondation de la maison d'Eppenstein destiné à pérenniser la domination de cette famille en devenant leur centre spirituel, doit faire face à de nombreux obstacles très importants. Cette fondation n'est finalement achevée qu'en 1103 avec l'installation de l'abbé réformateur Hartmann. La confirmation pontificale de Pascal II s'est fait attendre jusqu'en 1109, suivie par celle impériale d'Henri V enfin en 1114.
Le frère cadet d'Henri III, Ulrich était devenu patriarche d'Aquilée en 1086, Henri doit lui abandonner l'avouerie d'Aquilée. c'est-à-dire divers droits sur des monastères vers 1101/1102. Après la révocation du margrave Ulrich II de Weimar vers 1107, l'empereur concède les marches d'Istrie et de Carniole au comte Engelbert II de Sponheim. À partir de 1105 Henri III est aux côtés du fils de l'empereur, Henri V ; il l'accompagne lors de ses combats contre les Hongrois en 1108 et en 1110/1112 lors de ses descentes en Italie avant son couronnement impérial.
En 1122, un an après la mort de son frère Ulrich, Henri III disparaît à son tour et avec lui la lignée masculine des Eppenstein. Il est inhumé dans le monastère familial de Sankt Lambrecht. Son successeur en tant que duc de Carinthie est son filleul et homonyme Henri IV, issu de la maison de Sponheim. Les vastes possessions héréditaires des Eppenstein dans la marche de Styrie passèrent au margrave Léopold issu de la dynastie des « Otakars » (Traungauer).

## Unions
Henri III contracte trois mariages :
- vers 1075 avec Béatrix († un 24 février avant 1096), fille du comte Otto Ier de Dießen ;
- vers 1096 avec Liutgarde († un 21 juillet avant 1103), d'origine inconnue ;
- vers 1103 avec Sophie († 2 mai 1154), fille du margrave d'Autriche Léopold II de Babenberg et d'Ida de Cham.

Ses trois unions le laissent sans descendance.

## Sources
- (en) Heinrich II (1093-1122) sur le site Medieval Lands

- (de) Cet article est partiellement ou en totalité issu de l’article de Wikipédia en allemand intitulé « Heinrich III. (Kärnten) » (voir la liste des auteurs), édition du 3 mai 2014.